# Forstanderskab
Forstanderskaber var lokale administrative råd i kolonierne i Vestgrønland med deltagelse af valgte repræsentanter for fangerne. De blev oprettet i 1857 og fungerede frem til oprettelsen af kommuner i Grønland i 1911. I forstanderskabet sad de øverste danske embedsmænd og et antal medlemmer valgt af de grønlandske fangere. Forstanderskaberne var dermed det første organ, hvor grønlændere efter koloniseringen fik medindflydelse på deres egne samfundsforhold. Rådet stod for uddeling af fattighjælp og ydede tilskud til byggematerialer og fangstredskaber. De overskydende indtægter blev fordelt mellem fangerne efter deres dygtighed som sælfangere. Desuden fungerede forstanderskaberne som første instans i det grønlandske retssystem og stod for den lokale politimyndighed med beføjelser svarende til en sognefoged i Danmark.